# Gare de Hambourg-Jungfernstieg
La gare de Hambourg-Jungfernstieg (en allemand : Bahnhof Hamburg Jungfernstieg) est à la fois une station des lignes U1, U2 et U4 du métro de Hambourg et une gare des lignes S1, S2 et S3 de la S-Bahn de Hambourg. Elle s'étend sur trois niveaux reliés entre eux sous la rue du même nom (de) et une partie de l'Alster.

## Situation sur le réseau
La gare de Jungfernstieg est une plaque tournante importante des transports publics à Hambourg et fait partie de la catégorie de gares métropolitaines introduite par DB Netz en 2018.

Plans des lignes U
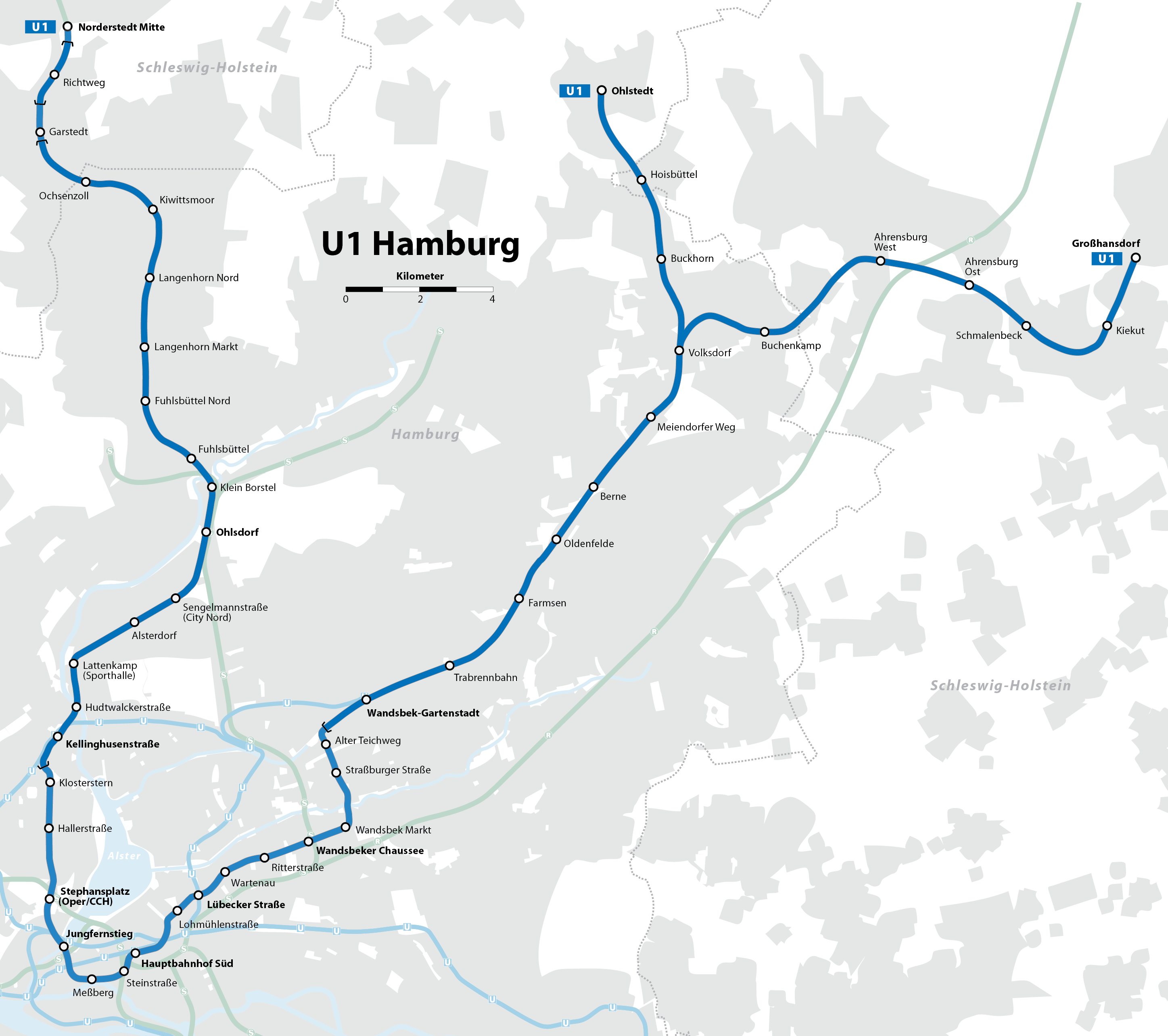
Plan ligne U1.
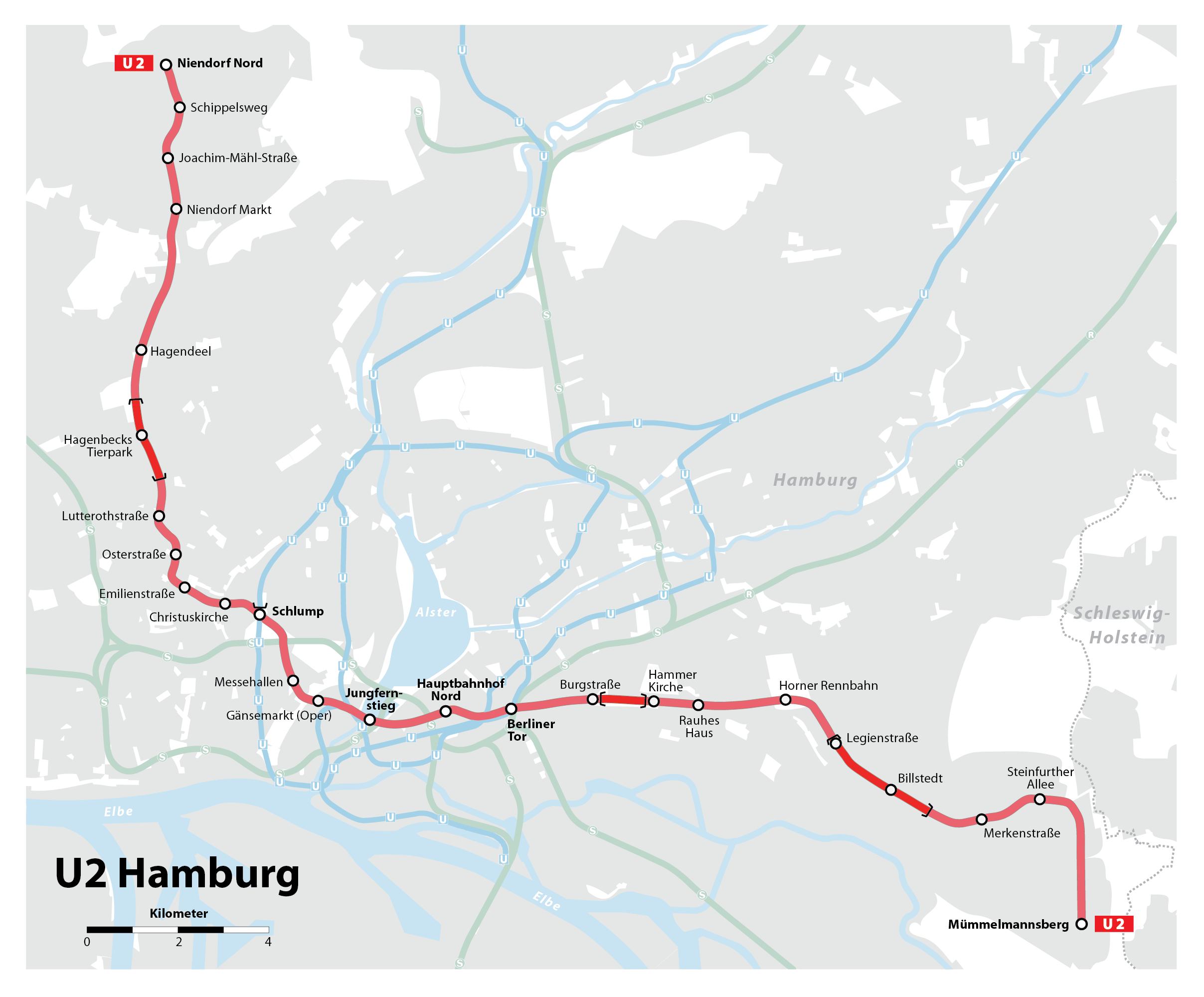
Plan ligne U2.
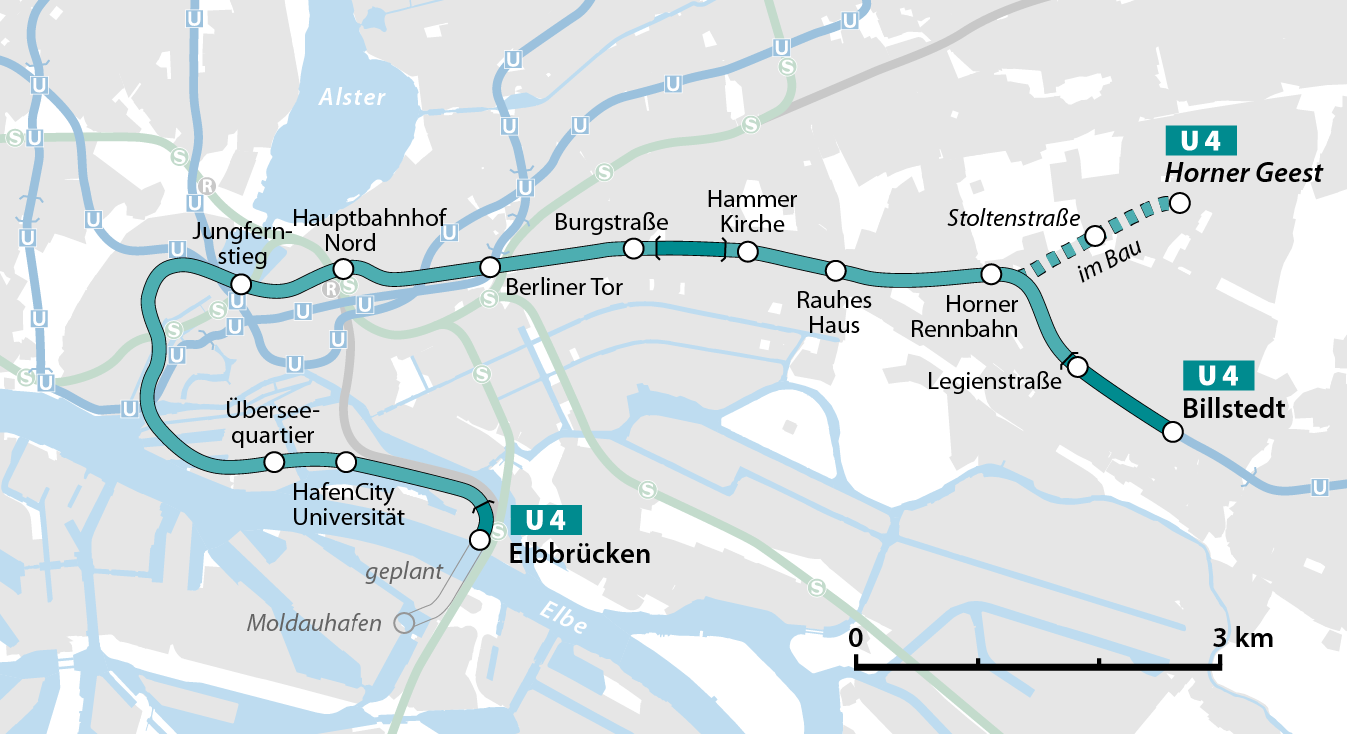
Plan ligne U4.

## Histoire
Les travaux pour la Hamburger Hochbahn, fondée en 1911, commencent en mars 1930 sous la direction de Distel & Grubitz (de). Une fouille à ciel ouvert est créée sur le Jungfernstieg en remplissant du sable dans l'Alster et en installant des palplanches. Au moment où les travaux sont achevés, plus de 1 300 tonnes de fer furent utilisées en un million d'heures de travail, ainsi que 3 500 tonnes de ciment, plus de 14 000 mètres cubes de gravier, 300000 briques et environ 1 300 mètres cubes de bois. La gare de Jungfernstieg est la première gare immergée d'Allemagne. C'est aussi l'un des premiers bâtiments publics du pays à disposer d’un escalier roulant. Pour l'inauguration du 25 mars 1931, seule une plate-forme temporaire est ouverte dans un premier temps à Neuer Wall (de). La raison est des retards inattendus dans la construction dus à des rochers, des pieux en bois et un terrain de construction boueux. L'achèvement en avril 1934 permet l'utilisation continue de la nouvelle route entre les gares de Kellinghusenstraße et de Jungfernstieg.

## Services aux voyageurs

### Accès et accueil

Plan d'ensemble de la gare et de la mairie de Jungfernstieg

L'ensemble du complexe de la station souterraine comprend quatre quais répartis sur trois niveaux, le premier pour le U1, deux pour le U2 et le U4, ainsi qu'un quai intermédiaire desservi conjointement par les lignes S1, S2 et S3. En outre, il existe depuis 1958 une liaison souterraine avec la station de métro Rathaus (de) et le U3 qui y circule, de sorte que jusqu'en 1973, ces deux stations de métro étaient considérées comme une seule station de transfert.
Les bus de l'Association des transports hambourgeois (de) (HVV) circulent au niveau de la rue (niveau 0) et le quai central pour les navires de l'Alster est situé au niveau -1 avec des possibilités de transition directe vers la zone des arrêts de bus. Au niveau intermédiaire −1 se trouvent quatre guichets spatialement séparés avec les entrées et sorties vers la surface de la rue ainsi que les liaisons par tunnel ; Il y a aussi des distributeurs de billets, divers magasins et des snacks. Les entrées se situent dans les Jungfernstieg, Bergstrasse, Ballindamm (de) et Alstertor et du côté nord du Rathausmarkt. Le passage souterrain de liaison, équipé de vitrines, entre l'arrêt U3 Rathaus et l'extrémité sud du quai de l'U1 passe en grande partie sous la Bergstraße.
Le quai de la ligne U1 au niveau de circulation −2 passe directement sous le Jungfernstieg et le pont de Reesendamm (de) et passe sous le Kleine Alster à angle droit. L'agrandissement et la modernisation sans obstacle sont achevés en 2021.
Les quais du U2 et du U4 se trouvent 16 m sous le Binnenalster au niveau −4. Les deux plates-formes directionnelles parallèles s'étendent sous la jetée des navires de l'Alster dans une direction ouest-est jusqu'au confluent de l'Alstertor avec Ballindamm. Les deux voies intérieures (voies 4 et 5) sont utilisées par le U2 depuis 1973 ; à l'extérieur se trouvent les goulottes de la ligne U4 (voies 3 et 6), inaugurée le 29 novembre 2012.
Au nord de l'arrêt U2/U4 actuel, l'arrêt de la ligne U5 prévue sera construit sous le Binnenalster, à une profondeur de 26 mètres.